# لارکین (آلاباما)
لارکین (به انگلیسی: Larkin) یک منطقهٔ مسکونی در ایالات متحده آمریکا است که در شهرستان جکسون، آلاباما واقع شده‌است. لارکین ۲۰۳٫۹۱ متر بالاتر از سطح دریا واقع شده‌است.